# Červená Lhota
Červená Lhota är en ort i Tjeckien.   Den ligger i regionen Vysočina, i den centrala delen av landet, 130 km sydost om huvudstaden Prag. Červená Lhota ligger 504 meter över havet och antalet invånare är 179.
Terrängen runt Červená Lhota är platt åt nordost, men åt sydväst är den kuperad. Runt Červená Lhota är det tätbefolkat, med 683 invånare per kvadratkilometer. Närmaste större samhälle är Jihlava, 19,9 km nordväst om Červená Lhota. Trakten runt Červená Lhota består till största delen av jordbruksmark.